# Église Saint-Martial de Châteauneuf-sur-Loire
Pour les articles homonymes, voir église Saint-Martial.
L’église Saint-Martial est une église catholique située à Châteauneuf-sur-Loire, en France.

## Localisation
L'église est située dans le département français du Loiret, sur la commune de Châteauneuf-sur-Loire.

## Historique
L'édifice est classé au titre des monuments historiques en 1862 et 1941.
- Portail roman,
- Transept et chœur XVe siècle et XVIe siècle,
- la tour du XVIIe siècle.
- L'église renferme le tombeau de Phélypeaux de La Vrillière (1598-1681), réalisé par le sculpteur italien Domenico Guidi.
- le retable date de 1688,
- les vitraux modernes furent réalisés par Joseph Archepel.

## Pour approfondir